# Coronel Pringles
Coronel Pringles es una ciudad del sudoeste de la provincia de Buenos Aires en Argentina, situada cerca de las sierras de Pillahuincó. Es la cabecera del partido de Coronel Pringles. Tanto el partido como la ciudad deben su nombre al coronel Juan Pascual Pringles.
El segundo núcleo urbano en importancia de la zona es la localidad de Indio Rico, fundada en 1930.

## Toponimia
La localidad lleva el nombre de Coronel Pringles en homenaje al oficial Cnel. Juan Pascual Pringles del Regimiento de Granaderos a Caballo del general José de San Martín; quien luchó contra los realistas en el combate de Chancay en las luchas por la independencia.

## Población
Contaba con 20.263 personas al año 2010.
| Gráfica de evolución demográfica de Coronel Pringles entre 1895 y 2010 |
|                                                                        |
| Fuentes: INDEC                                                         |

## Historia
Hasta la colonización el territorio fue ocupado por indios pampas y araucanos.
El 5 de julio de 1882 se crea el Partido, con la Ley Provincial 1.497, que divide al Partido de Tres Arroyos en los distritos de Coronel Suárez, Tres Arroyos y Coronel Pringles.
La primera autoridad que tuvo el partido fue el juez de paz Juan Pablo Cabrera, que juró y trabajó en el "Paraje y pulpería La Alfalfa", a 60 km de la actual ciudad. En 1892 se nombra el primer Intendente Florencio Gutiérrez.
En apenas medio siglo, como lo registra el Álbum del cincuentenario de 1932 del diario , se produce la revolucionaria transformación de la extensa llanura silvestre e indómita en un partido y ciudad con un alto crecimiento demográfico. 
En 1884, en Las Cortaderas, comienza a funcionar la primera escuela del partido. Solo treinta años después el distrito contaba con 16 escuelas públicas primarias (cinco urbanas y once rurales), tres escuelas particulares y una población escolar total de 2.000 niños.
La primera manifestación de periodismo data de 1886, cuando se publicó el periódico político La Libertad. Hacia 1930 existían cinco periódicos, cuatro con imprenta propia.
En 1903 se inauguró la primera línea ferroviaria, de la empresa Ferrocarril del Sud, que unía Coronel Pringles con Buenos Aires y en 1911 se estableció el Ferrocarril Rosario a Puerto Belgrano, contribuyendo ambas al acelerado progreso que vivió la región. Las líneas telegráficas provinciales estaban establecidas desde comienzos del siglo XX.
En 1925, en el epicentro del granero del mundo, en el partido ya había 21 000 habitantes, se cultivaban anualmente 200 000 hectáreas, de las cuales 130 000 destinadas al trigo. También acompañaban el crecimiento tres entidades bancarias, el Banco de Coronel Pringles, el Banco de la Provincia y el Banco de la Nación. 
Entre las asociaciones culturales que se destacaron en esa etapa se encuentran el Teatro Español, el Cine San Martín, la Biblioteca Popular, la Asociación Orquestal. También ya existían tres corporaciones agrarias, dos asociaciones de beneficencia pública, varios clubes de fútbol y sociales, cinco sociedades mutualistas (Española, Italiana, Cosmopolita, Francesa e Israelita) y cinco partidos políticos. En 1930 la Compañía Unión Telefónica de la Provincia contaba con 300 abonados.

### Personas destacadas
- Carlos "el piojo" Zibecchi, exfutbolista campeón con Estudiantes de La Plata en 1967 y 1968.
- Abel Rasskin, pintor y escultor, nació en 1940.
- Alberto D'Alessandro, guitarrista concertista, profesor de música, que participó en festivales nacionales e internacionales, ha dado conciertos a lo largo del país, en Latinaomérica (Ecuador, México, Chile) y Europa (Bélgica, España, Francia, Italia, Estonia, Austria) donde también ha dictado máster clases en distintas universidades. Posee una extensa trayectoria en la docencia pública que incluye escuelas secundarias y terciarias provinciales, de la Universidad Nacional del Sur y en el conservatorio provincial de música.
- Arturo Carrera, poeta y escritor.
- Alejandro Carrafancq Arquitecto investigador de la obra del ingeniero arquitecto Francisco Salamone.
- Ca7riel, (Catriel Guerreiro)  músico y rapero, con gran reconocimiento a nivel nacional, nacido el 5 de diciembre de 1993.
- César Aira, escritor, nació en 1949.[6]
- Celeste Carballo, cantante. Le ha dedicado la canción Querido Coronel Pringles a su pueblo natal.[7]
- Dante Bottini Tenista Profesional. Actual entrenador del Japonés Kei Nishikori.
- Esteban Fernandino, piloto de automovilismo argentino que participó en diferentes categorías de nivel nacional.
- José Miguel García Loos, escritor, conferencista, y mercadologo. Nació en 1958. Autor de "Marketing Personal, la reingenieria de uno mismo". Actualmente dirige un empresa de mercadeo en Houston, Texas.
- Juan Ezequiel Cuevas Futbolista profesional en Argentina y en el exterior.
- Juan Romero Futbolista profesional en Argentina. Entrenador de arqueros del ciclo de Alejandro Sabella.
- Lucas Petracci, actor, mimo, clown
- Luis Alberto Oxoteguy, Apodado "El Oso", piloto de automovilismo, campeón Argentino de Rally en noviembre del año 1995.
- Mario Merlino, poeta, narrador y traductor, nació en 1948. Fallecido en Madrid en 2009.
- Mario Satz, (Mario Norbero Satz Tetelbaum) filósofo, ensayista, poeta, novelista y traductor; nació en 1944. Nacionalizado español, reside en Barcelona.
- Millie Stegman, actriz.
- Nicolás Covatti, campeón Argentino de Speedway en los años 2008, 2013, 2014, 2016, 2019, campeón de speedway Italiano en los años 2013, 2014, 2016, actualmente corre para el equipo nacional italiano, en Kent Kings y Ipswich Witches en Gran Bretaña.
- Ricardo Martinez Paz, actor, Vestuarista. Actualmente reside en París, Francia.
- Valentín Bettiga es un baloncestista argentino que se desempeña como escolta en el Ferro de la Liga Nacional de Básquet de Argentina.
- Santiago Guarco, músico y productor. En noviembre de 2020 publicó su primer disco solista: "Modelo Para Armar"
- Ariel Guarco, cooperativista. Presidente de la Cooperativa Eléctrica de Coronel Pringles, de la federación bonaerense de cooperativas eléctricas (Fedecoba), de la Confederación Cooperativa de la República Argentina (Cooperar) y de la Alianza Cooperativa Internacional.

## Patrimonio arquitectónico

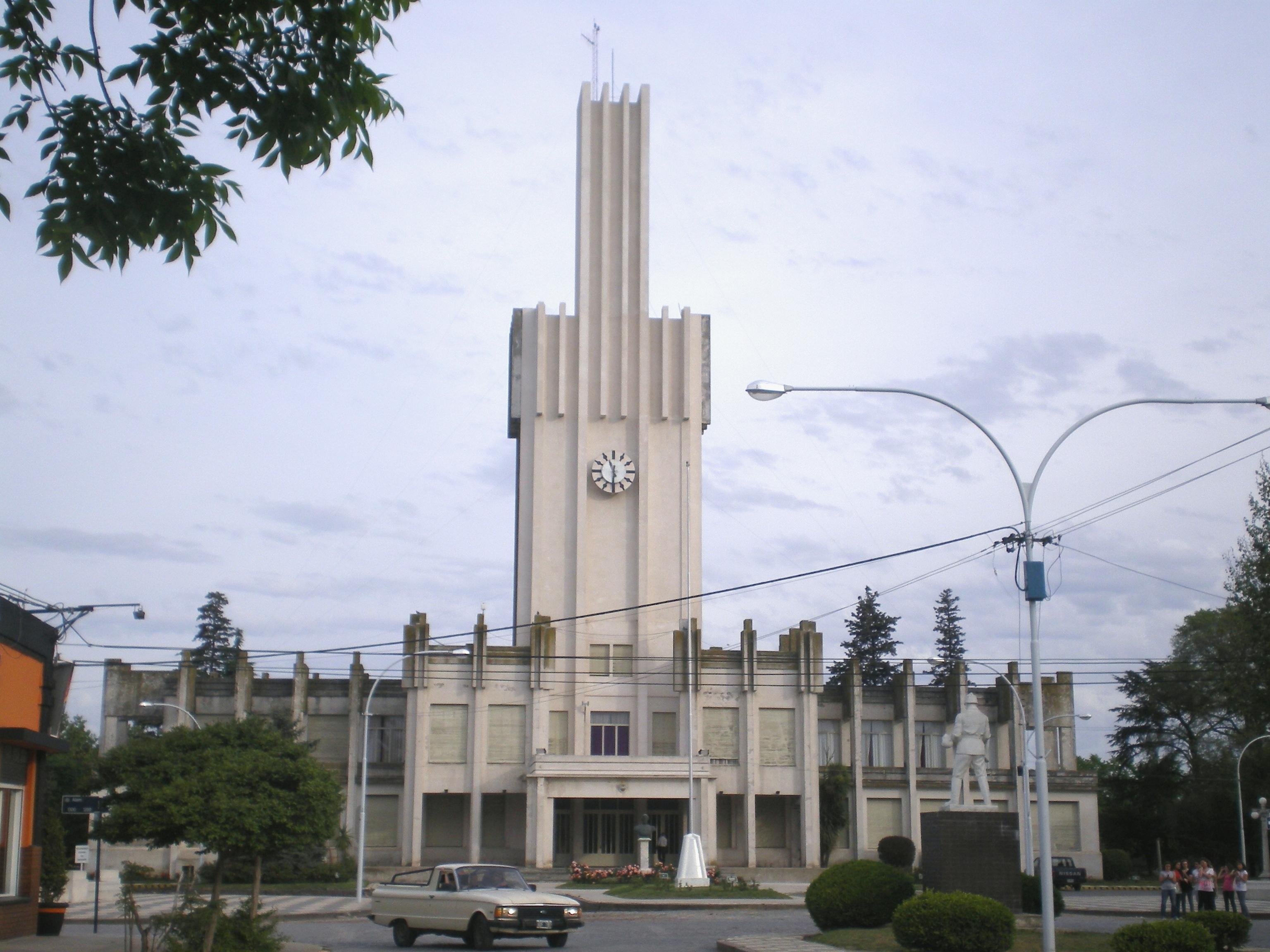
Palacio Municipal.

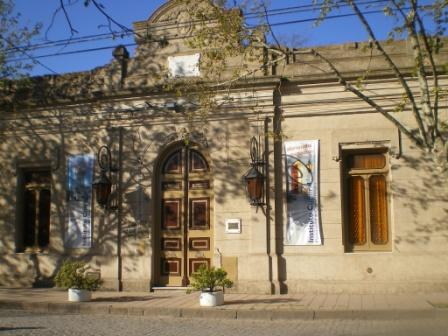
Instituto Cultural

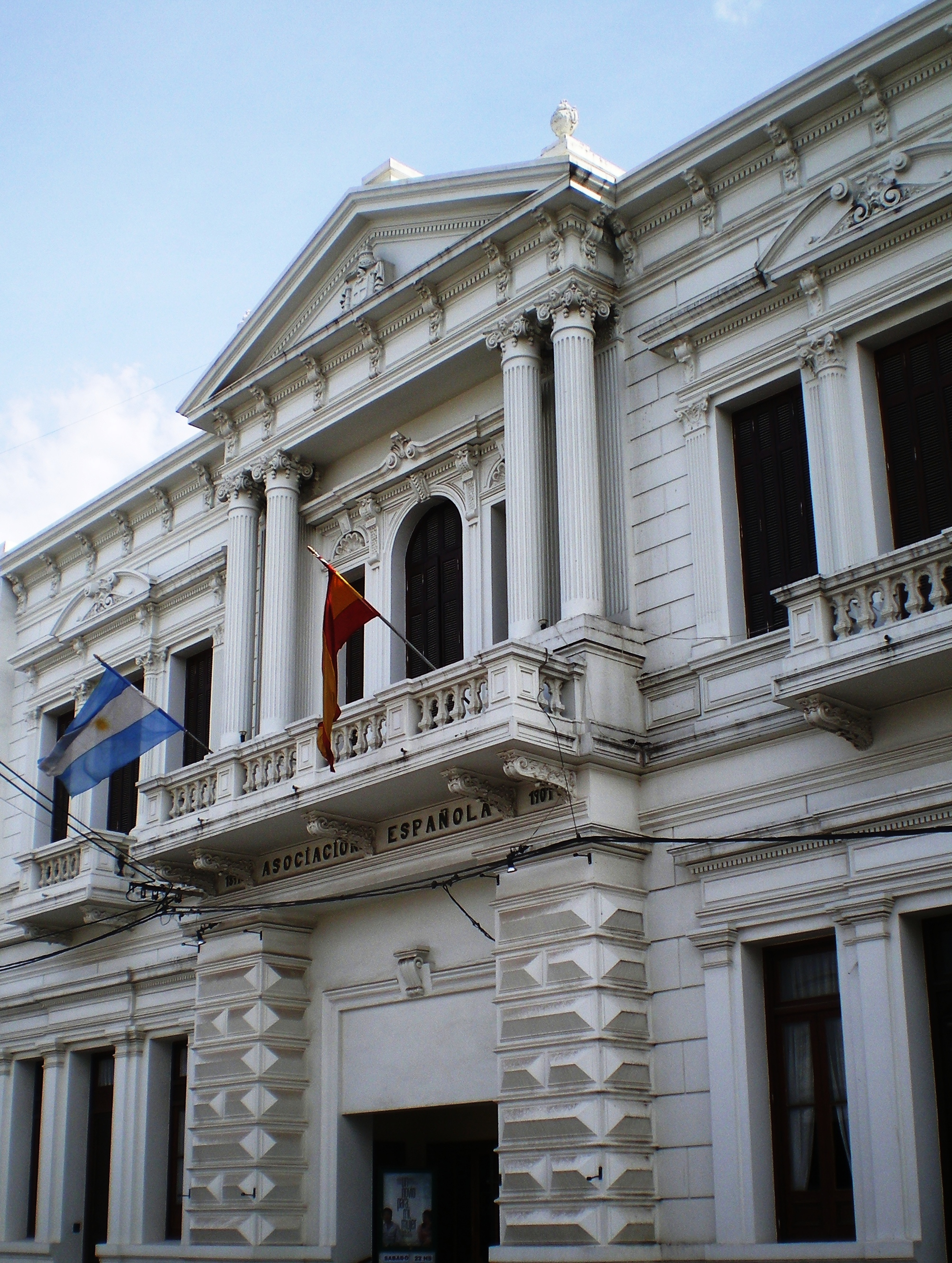
Teatro Español

El patrimonio arquitectónico constituye uno de los principales atractivos de Coronel Pringles.
En el centro de la ciudad, el Palacio de Gobierno, las ramblas y la Plaza Juan Pascual Pringles conforman una unidad de estilo Art-Decó, característico de principios de siglo.
El antiguo Matadero Municipal, hoy sede de oficinas públicas, es otro ejemplo del mencionado movimiento francés. En este último edificio se destaca la torre que simboliza, con explícita crudeza, la imagen de una cuchilla.
Las obras, todas bajo la dirección del arquitecto Francisco Salamone, fueron declaradas Monumentos Históricos Municipales. Además, están consideradas entre los mejores exponentes del art déco en el mundo.
La parroquia Santa Rosa de Lima data del año 1890, aunque recién en 1958 llegó a tener el aspecto que luce hoy.
Frente a la plaza Juan Pascual Pringles, se ubica la Casa de Cultura, cuyo auditorio fue testigo del primer padrinazgo presidencial de la República Argentina.
El Teatro Español se comenzó a construir entre 1895 y 1899 por iniciativa de la colectividad española. Los trabajos concluyeron en 1908 pero las reformas continuaron hasta 1944. Por allí pasaron figuras de la Argentina y del mundo.
La segunda plaza de importancia es la Plaza San Martín. Construida recientemente, esta plaza combina el característico estilo Art-Decó de la ciudad con modernismo y vanguardia.

## Fiesta Provincial de los Lanares
La localidad es conocida con la denominación de "Capital de los Lanares", todos los 25 de mayo ya que ocupó un lugar preponderante en el sistema productivo, la explotación del ganado lanar. Es así que todos los años, se celebra esta fiesta que dura tres días y se realizan distintas actividades, incluyendo concursos de esquila.

## Infraestructura de transporte

### Rutas Provinciales
El acceso al partido es posible a través de la Ruta Provincial 51 o la Ruta Provincial 85. La ciudad cabecera se encuentra a 517 km de la Ciudad de Buenos Aires y a 127 km de Bahía Blanca, vinculada con la Capital Federal y otros centros urbanos por una red de caminos provinciales, en su mayoría pavimentados.

### Tren
La localidad cuenta con una Estación Pringles del Ferrocarril Roca: en Av. Palmiro Milani 1530 y Dardo Rocha, no contando con servicio de pasajeros y encomiendas en este momento (2019).

### Aéreo
- Aeródromo provincial, 38°01′40″S 61°29′00″O / -38.02778, -61.48333, a 3 km al sudeste de la ciudad. En ruta provincial 51 km 617 y Acceso a Pringles a través de Av. Vicente Melchior.
- Aeropuerto Comandante Espora, Ubicación: Bahía Blanca (1 Hora vía terrestre) en Ex Ruta 3 Norte km 675 | Código IATA: BHI, Categoría: Cabotaje.

### Micros Larga Distancia
Terminal de Ómnibus Malvinas Argentinas en Av. Arturo Frondizi y Belgrano

## Infraestructura de telecomunicaciones
La ciudad posee un canal local de televisión por aire con contenido variado, Canal 6 Pringles Televisión.
También por cable posee el Canal 2 de Coronel Pringles. La otra opción dentro de la televisión paga es el servicio satelital de DirecTV Argentina e InTV. 
El Canal 9 de Bahía Blanca cuenta con una repetidora en la localidad homónima que emite en el Canal 4 (Canal Nueve)
El servicio de telefonía fija, es brindado por Telefónica de Argentina. 
En cuanto al servicio de acceso a Internet por Banda ancha es provisto, entre otros, por Speedy (perteneciente a Telefónica), Reltid Cv., Solnet, Service Pringles y Starlink Satelital, este último cubriendo todo el Partido de Pringles.
El servicio de correo postal es prestado por Correo Argentino y Oca entre otros.
En Pringles se editan los diarios: El Diario de Pringles y El Orden. También llegan todos los diarios de tirada nacional y regional. 
Existen aproximadamente una veintena de radioemisoras de frecuencia modulada con producciones locales y programación de las principales radios de Buenos Aires.

## Deportes
Cuenta con diversos clubes deportivos:
- Club Atlético Leandro N. Alem
- Club de Pelota Social y Deportivo
- Club Atlético Independiente
- Centro Almaceneros Deportivo
- Asociación Club Alumni
- Club Atlético General Roca
- Sociedad Cosmopolita de mutuos socorros social y deportiva
- Pringles Rugby Club
- Sportivo Pringles
- Club Atlético Divisorio

## Principales barrios de Coronel Pringles
- Barrio Arquitectura
- Barrio Auto Construcción
- Barrio Balbín
- Barrio Bancarios
- Barrio Compartir
- Barrio Eva Perón
- Barrio Independencia
- Barrio Mitre
- Barrio La Tribu
- Barrio Obrero
- Barrio Pérez Erro
- Barrio Policía Comunal
- Barrio Roca
- Barrio San Cayetano
- Barrio San Felice
- Barrio San Martín
- Barrio Solidaridad
- Centenario
- Empleados de Comercio
- Esperanza
- Fonavi
- Foprovi
- Hipólito Irigoyen
- La Josefina
- MicroCentro
- Municipales
- Pro Casa I
- Pro Casa II
- Pro Casa III
- Pro Casa IV
- PVP Sur
- 120 viviendas

## Despliegue de lasFuerzas Armadas argentinasen Coronel Pringles
| Unidades de la Guarnición Militar Coronel Pringles | Sigla                      |
| -------------------------------------------------- | -------------------------- |
| Haras Militar Coronel Pringles                     | Haras Mil Coronel Pringles |

## Economía y medios de comunicación
Economía
Clima templado y un suelo mayoritariamente llano y fértil, dan las condiciones privilegiadas para la actividad agrícola-ganadera, siendo ésta la base de la economía local.

### Parque Industrial de Coronel Pringles
El parque industrial de Coronel Pringles se encuentra sobre la Ruta Provincial 51 km 620 y el Acceso por Avenida Chile (Boulevard 40); tiene algunas características que lo ubican en la mira de una gran cantidad de potenciales inversores. 
A la vera de la ruta provincial 51, a sólo 120 kilómetros del puerto de Bahía Blanca, a la misma distancia de un aeropuerto, y muy cercano a rutas que acercan a este partido a ciudades importantes.
Medios de Comunicación
Emisoras de Radios
• Activa (FM 88.3 MHz)
• Ciudad (FM 89.5 MHz)
• Los 40 Coronel Pringles (FM 90.7 MHz)
• Transformación (FM 91.3 MHz)
• Continental Coronel Pringles (FM 91.3 MHz)
• Pueblo De Dios (FM 91.9 MHz)
• Sinfonia (FM 94.3 MHz)
• Liberación (FM 95.3 MHz)
• De Paut (FM 96.1 MHz)
• La 100 (FM 96.5 MHz)
• Impacto (FM 98.3 MHz)
• Radio María (FM 99.5 MHz)
• Pringles (FM 100.3 MHz)
• Pura Música (FM 102.5 MHz)
• Fantástica (FM 103.5 MHz)
• Family (FM 104.1 MHz)
• Positiva (FM 104.7 MHz)
• La Soñada (FM 105.3 MHz)
• (Fm 106.3 MHz)
• La Nueva Generación (FM 107.3 MHz)
Televisión
• Telefe Bahía Blanca: Operado por Telefe, su sintonía es el canal 4.

## Parroquias de la Iglesia católica en Coronel Pringles
| Arquidiócesis | Bahía Blanca       |
| ------------- | ------------------ |
| Parroquia     | Santa Rosa de Lima |